# Pan Song
Pa Song –en xinès, 潘 松– (Dandong, 3 de novembre de 1975) és un esportista xinès que va competir en judo.
Va guanyar de dues medalles de bronze al Campionat Mundial de Judo els anys 1997 i 1999, i una medalla de plata al Campionat Asiàtic de Judo de 1999. Als Jocs Asiàtics de 1998 va aconseguir una medalla de bronze.

## Palmarès internacional
| Campionat Mundial | Campionat Mundial          | Campionat Mundial | Campionat Mundial |
| Any               | Lloc                       | Medalla           | Categoria         |
| ----------------- | -------------------------- | ----------------- | ----------------- |
| 1997              | París ( França)            | 3                 | +95 kg            |
| 1999              | Birmingham ( Regne Unit)   | 3                 | +100 kg           |
| Jocs Asiàtics     |                            |                   |                   |
| Any               | Lloc                       | Medalla           | Categoria         |
| 1998              | Bangkok ( Tailàndia)       | 3                 | +100 kg           |
| Campionat Asiàtic |                            |                   |                   |
| Any               | Lloc                       | Medalla           | Categoria         |
| 1999              | Wenzhou ( R.P. de la Xina) | 2                 | +100 kg           |